# بوردا اسپورتس
بوردا اسپورتس (انگلیسی: Burrda Sport) شرکت تجهیزات ورزشی قطری سوئیسی است، که در سال ۲۰۰۶ تأسیس شد.